# Pekelná třída řádí
Pekelná třída řádí je kniha pro děti od Vojtěcha Steklače. Je jednou ze série knih, které vyprávějí o partě kluků z pražských Holešovic. Kniha vyšla v r. 2005.

## Příběh
Kniha vypráví o tom, jak třídní učitelku Miroslavu Drábkovou nahradí nový kantor Hamáček. Zpočátku s ním Bořík ani jeho kamarádi Čenda, Mirek a Aleš nedokážou vyjít, ale postupně si na sebe zvyknou a na prázdniny společně jedou na výlet pod stany, kde se celkem sblíží. Na konci výletu se Aleš zamiluje do spolužačky Teckertové.